# Symbolanthus aureus
Symbolanthus aureus är en gentianaväxtart som beskrevs av Struwe och Albert. Symbolanthus aureus ingår i släktet Symbolanthus och familjen gentianaväxter. Inga underarter finns listade i Catalogue of Life.